# Bad Karlshafen
Bad Karlshafen (dolnoniem. Korlshoawen) – miasto uzdrowiskowe w Niemczech, w kraju związkowym Hesja, w rejencji Kassel, w powiecie Kassel.

## Historia
Miasto założył landgraf Hesji-Kassel w latach 1670–1730 Karol I Heski. Zamieszkiwali je pierwotnie wyłącznie hugenoci - uciekinierzy z Francji.

## Współpraca
Miejscowości partnerskie:
- ’s-Gravenzande – dzielnica Westland, Holandia
- Bad Suderode, Saksonia-Anhalt